# Artemide Zatti

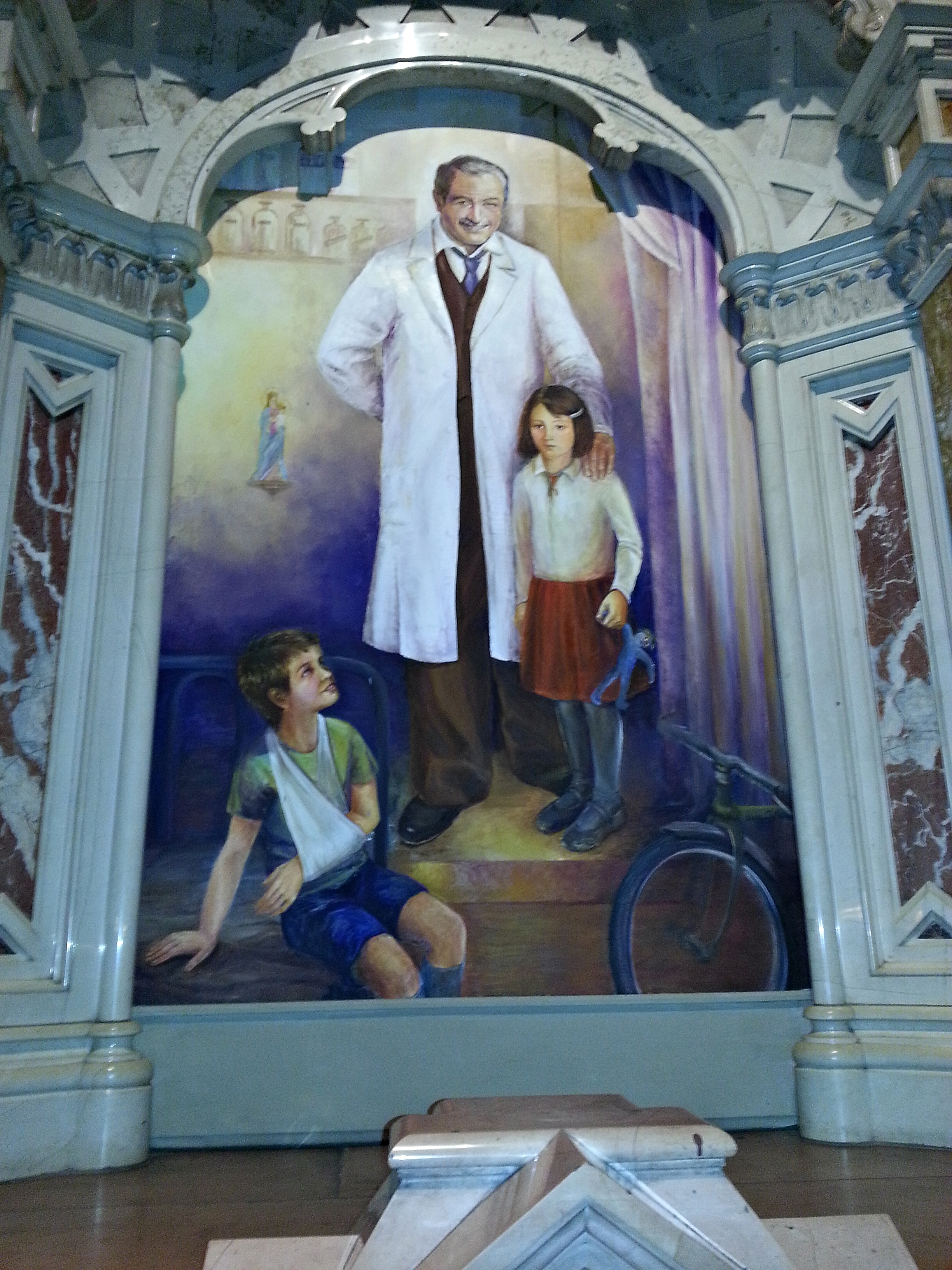
Altaar met de beeltenis van Artemide Zatti in de basiliek María Auxiliadora y San Carlos in Buenos Aires

Artemide Zatti (Spaans: Artémides Zatti, Reggio Emilia, 12 oktober 1880 - Viedma, 15 maart 1951) was een Italiaans-Argentijnse broeder van de Salesianen van Don Bosco die in 2022 heilig werd verklaard.

## Levensloop
Zatti was van bescheiden komaf en ging enkel naar de lagere school tot zijn negende. In 1897, toen Zatti 17 jaar was, emigreerde zijn familie naar Argentinië. Ze vestigden in Bahía Blanca, waar eerder een oom van Zatti zich had gevestigd. Zatti werkte er in een hotel en in een steenfabriek. In zijn vrije tijd hielp hij de lokale parochiepriester, een salesiaan. In 1900 trok hij als aspirant-priester naar het novitiaat van de salesianen. De studie viel hem zwaar en bovendien liep hij tuberculose op nadat hij een priester die leed aan die ziekte had verzorgd. Hij verliet het noviciaat in 1902 en vertrok naar Viedma. In de berglucht van die stad hoopte hij te genezen. Hij ging er werken in het hospitaal San José en de apotheek van de salesianen onder leiding van Evaristo Garrone. In 1908 legde hij zijn gelofte als broeder of coadjuteur af. Na de dood van Garrone in 1911 nam Zatti de leiding over het hospitaal en de apotheek over. In 1913 liet hij een nieuw ziekenhuisgebouw optrekken. In 1950 werd er leverkanker bij hem vastgesteld. Vanaf januari 1951 moet hij het bed houden en in maart van dat jaar overleed hij.
Hij werd begraven in de kapel van de salesianen in Viedma.

## Zaligverklaring
Zatti was een toonbeeld van diep geloof die zich onvermoeibaar inzette voor de zieken. Hij straalde de "salesiaanse vreugde" uit bij het uitvoeren van zijn vele taken.
Op 14 april 2002 werd hij zalig verklaard door paus Johannes Paulus II. Op 9 oktober 2022 werd Zatti door paus Franciscus heilig verklaard. Zijn feestdag wordt gevierd op 15 maart.